# カッスルフォード
カッスルフォード（Castleford）は、イングランド、ウェスト・ヨークシャー、メトロポリタン・バラ・オブ・ウェイクフィールドにあるタウンである。人口は2011年の人口調査で40,210人だった。キャッスルフォードまたはカースルフォドとも。歴史的にウエスト・ライディング・オブ・ヨークシャーに属し、タウン中心の北ではカルダー川がエアー川とエアー・カルダー水路に合流する。
カッスルフォードはローマ人の入植地があった場所である。郊外のAiredale、Cutsyke、Ferry Fryston、Fryston Village、Glasshoughton、Half Acres、Hightown、Lock Lane、Townville、Wheldale、Whitwoodが歴史的カッスルフォード・バラ内にある。
カッスルフォードはプロラグビーリーグチームのカッスルフォード・タイガーズのホームである。

## 歴史

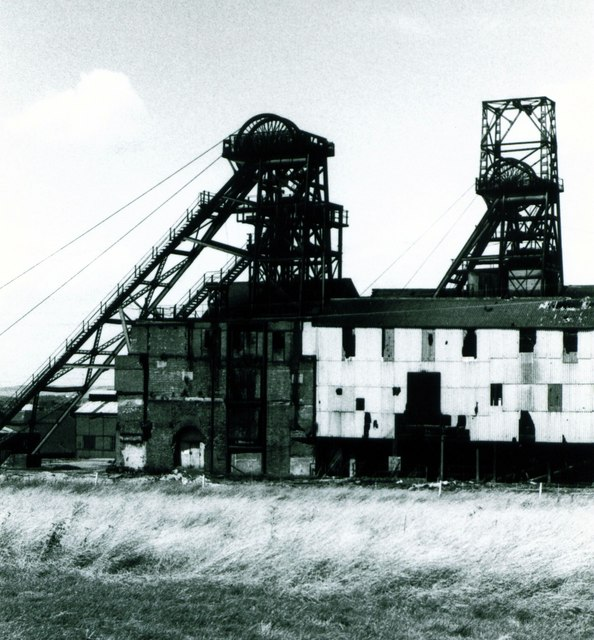
Wheldale炭鉱は1985年の閉山までタウンの炭鉱の1つであった。

カッスルフォードの歴史はローマ時代まで遡る。考古学的証拠は、現代のカッスルフォードがラゲンティウム（「剣士の地」を意味すると考えられる）と呼ばれるローマ軍入植地の上に築かれていることを示している。ローマ人の骨つぼが今日のカッスルフォードで発見されており、この説にさらなる証拠を与えている。ローマの一里塚がBeancroft Roadで発掘された。
カッスルフォードにあるクイーンズパークはアングロ・サクソン人によって使われたラウンドハウスの証拠となる。これは全入植地を見渡すことのできるため戦略的地域だった。この地域の歴史としては、オリバー・クロムウェルの軍勢がポンテフラクト城を包囲した際のノッティングリーとフェリーブリッジの近くの野営地がある。

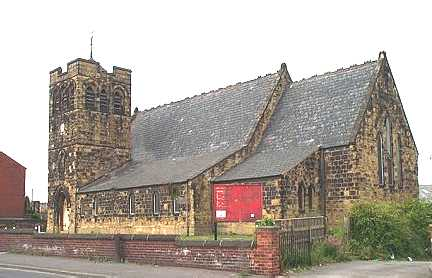
オール・セインツ教会

19世紀、町のそばに炭鉱が開かれたため、カッスルフォードは人口が1000人から14,000人に急成長した。しかしながら、これらの炭鉱は20世紀に閉鎖された。フェリーブリッジ発電所とケリングリー炭鉱もそれぞれ2015年と2016年に閉鎖され、かつてはカッスルフォードの住民を雇用していた。グラスホートンにあるより新しい倉庫と流通センターがこの地域の多くの新たな仕事をもたらしている。
2017年2月、カッスルフォード水泳プールが閉鎖された。ポンテフラクト公園の近くでの水泳プールを含む新たな現代的レジャー施設の建設が提案されている。

## 経済

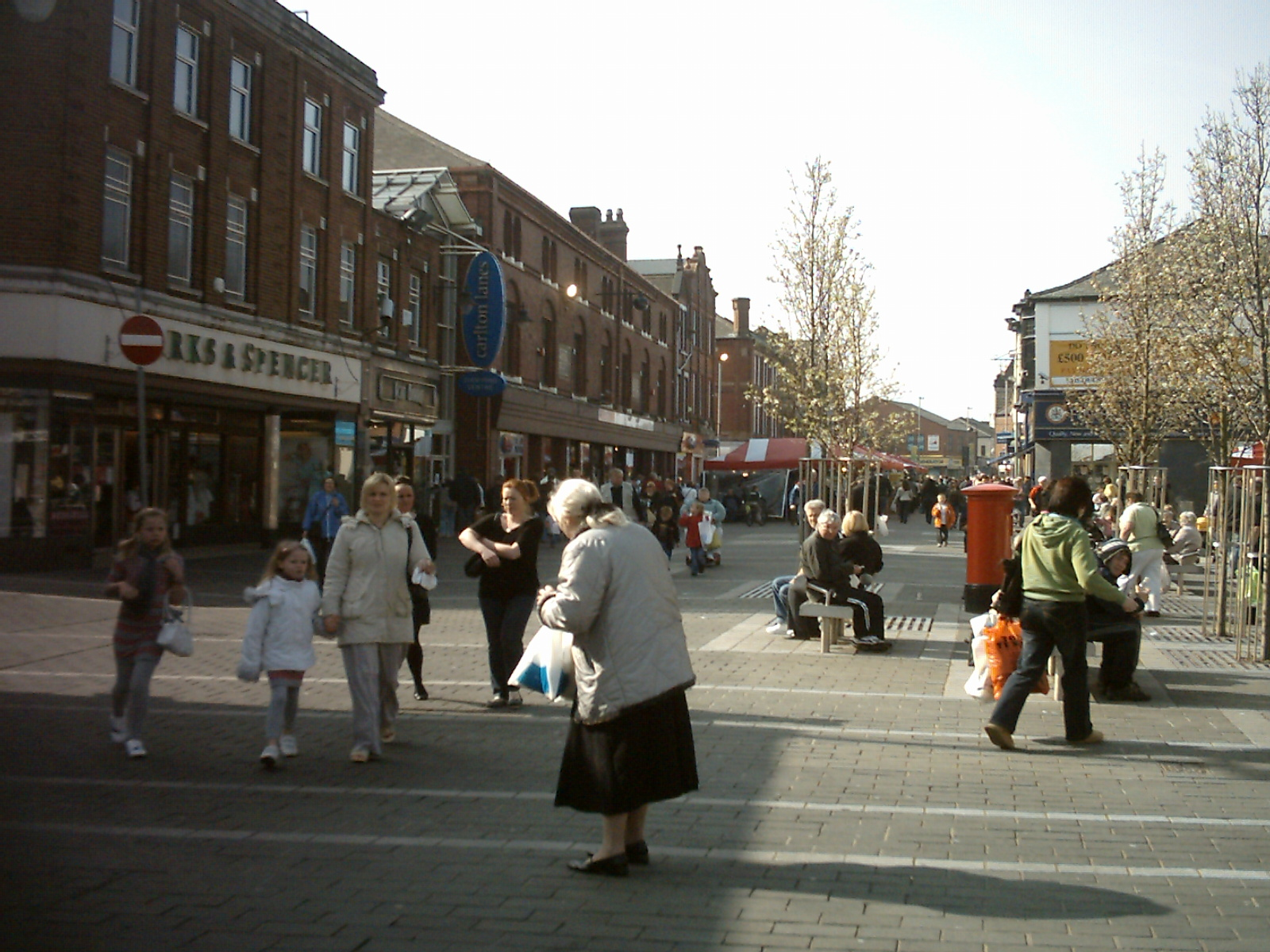
カールトン・ストリートはカッスルフォードの主要商店街である。

小売・デザイナーブランドのバーバリーはカッスルフォードに工場を持つ。この工場はリーズに新工場が建設された時に閉鎖される予定である。Toffee CrispとAfter Eightsを40年間製造した大規模なネスレの工場は2012年に閉鎖され、土地を住宅に使うために2014年に取り壊しが始まった。カッスルフォードは以前はDunsford and Wesley Textiles社の本拠地であり、最盛期にはカッスルフォードの3つの工場があたが、現在は全て生産を終了している。
カッスルフォードには18世紀初頭から1961年まで陶器製造所があった。特筆すべきはDavid Dunderdaleのカッスルフォード・ポタリーで、「カッスルフォード型」炻器にその名を残す。

## 統治

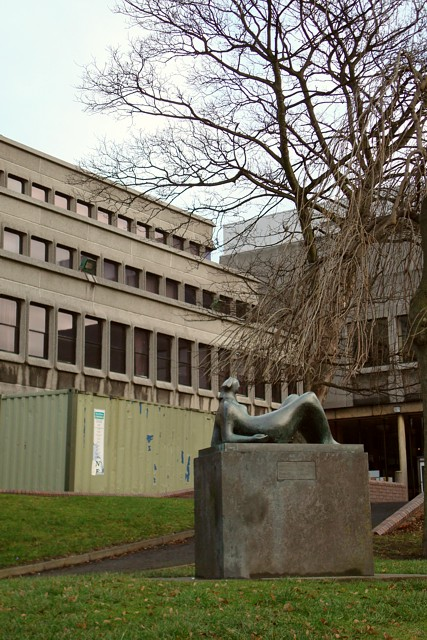
カッスルフォード市民会館

カッスルフォードは1894年地方自治法の下で1894年に行政カウンティのウエスト・ライディング・オブ・ヨークシャーに都市ディストリクト議会を持つ都市ディストリクトとして設置された。ホウィットウッド（Whitwood）とグラスホートンは1930年代にこのディストリクトに追加された。この都市ディストリクトは1955年に都市バラとして法人化された。
1972年地方自治法を受けて、この都市バラは1974年4月1日に廃止され、その後ウェスト・ヨークシャーのイングランドの大都市バラ、シティ・オブ・ウェイクフィールドのパリッシュが存在しない地域となった。カッスルフォードは現在ウェイクフィールド議会によって管理されている。3つの選挙区、Airedale and Ferry Fryston、Altofts and Whitwood、Castleford Central and Glasshoughtonがタウンをカバーする。

## アメニティと娯楽

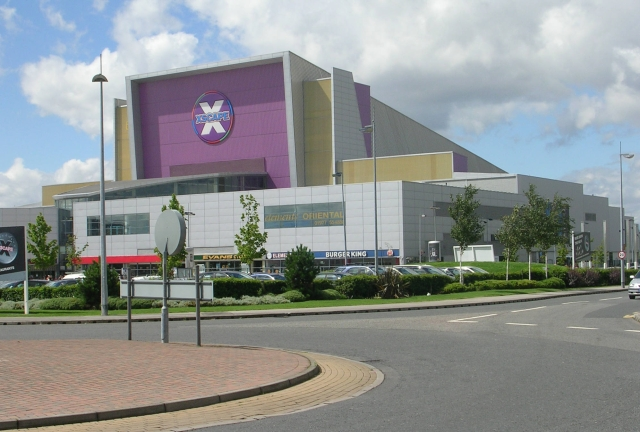
カッスルフォード、グラスホートンにあるXscape

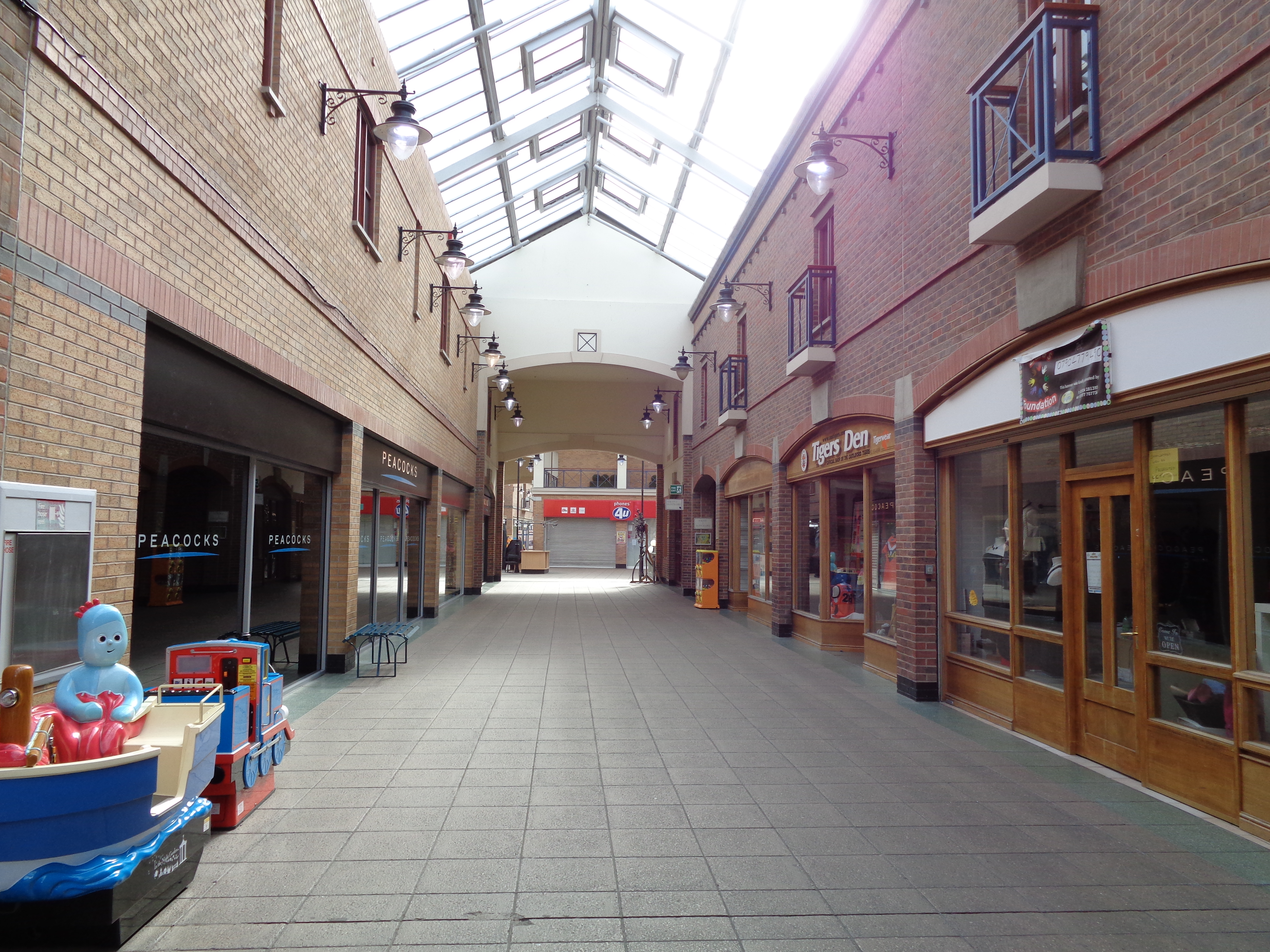
カールトン・レーンズ・ショッピングセンター

タウンには多店舗ショッピングヴィレッジJunction 32とレジャー複合施設Xscapeがある（どちらもタウンの南のグラスホートン郊外）。Xscape内のSnozoneは（かつては）イギリス最大の本物の雪を使った屋内斜面がある。また、レストランのフランキー&ベニーズとナンドスが出店している。またスクリーン数14の映画館Cineworldは、2018年に改装され、現在は4DXスクリーンとScreen Xを備える 。カッスルフォードには屋外および屋内市場、カールトン・ストリートの商店街、大型ショッピングセンター、スーパーマーケットのアズダ、モリソンズ、Aldi、Co-opがある。

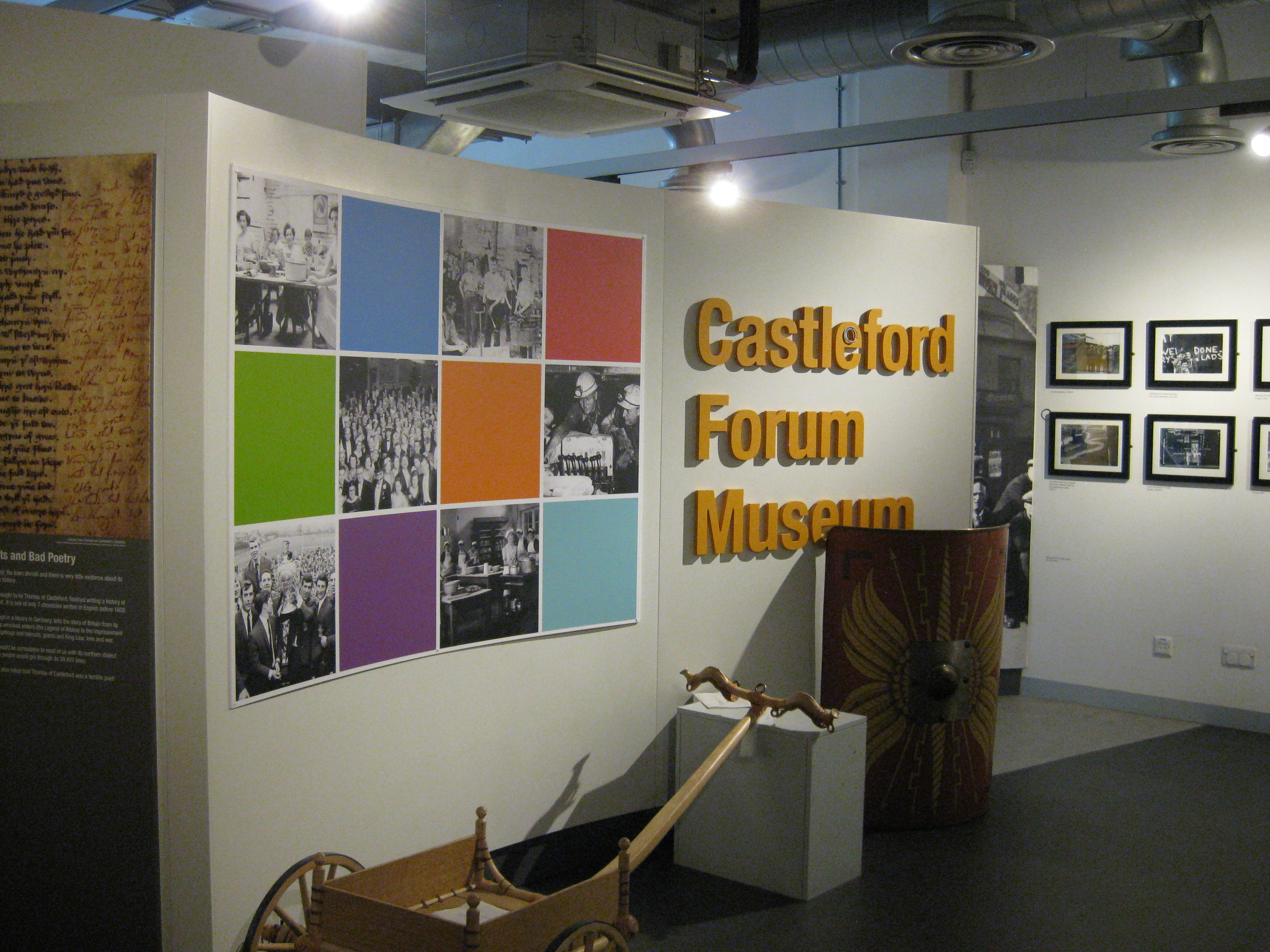
カッスルフォード・フォーラム博物館の入口

2013年12月、図書館およ文化博物館のザ・フォーラムが新しい建物で開いた。図書館は元の場所が再開発されている間の2年間仮施設だった。
タウンの中心には、パブ、バー、社交クラブがあるが、これらの多くは近年衰退してきており、娯楽は複合施設Xscapeに集中してきている。2000年には3軒のナイトクラブがタウンの中心に１していたが、今日は残っていない。

## メディア
ライディングズFMは1999年に開局されたカッスルフォードのローカルラジオ局（周波数は106.8 FM）である。ライディングズFMはより広いウェイクフィールド地域に送信している。コミュニティーと緊密な関係を持ち、地元の慈善募金活動に活発に関与している。タウンにはfive town radioと呼ばれるインターネットコミュニティーラジオ局もある。地元の新聞ポンテフラクト・アンド・カッスルフォード・エクスプレスは週刊である。

## 交通機関
カッスルフォードはM62モーターウェイからわずか0.93マイル (1.5 km)しか離れておらず、A656道を通じてJunction 32でつながっている。Junction 31から同じモーターウェイにつながる他のA道路もある。
エアー川とカルダー川はタウンのすぐ北西で合流し、エアー・カルダー水路にも供給している。工業的水路ではあるが、観光事業も行われている。
タウンにはハラム線とポンテフラクト線の鉄道駅がある。全ての列車は西から到着し、同じ方向に出発する。列車はかつてはバートン・サーモンを経由してヨーク駅へと東へ向かっていたが、貨客輸送は1970年に終了し、貨物輸送だけのために維持されている。カッスルフォードはリーズ駅への路線も持っていた。2016年、6百万ポンドをかけた新しいバス停が駅の隣りに開かれ、バス停を利用する1日1万2千人の人々のための統合された交通拠点となった。
タウンのグラスホートン地区にはグラスホートン駅がある。

## 教育

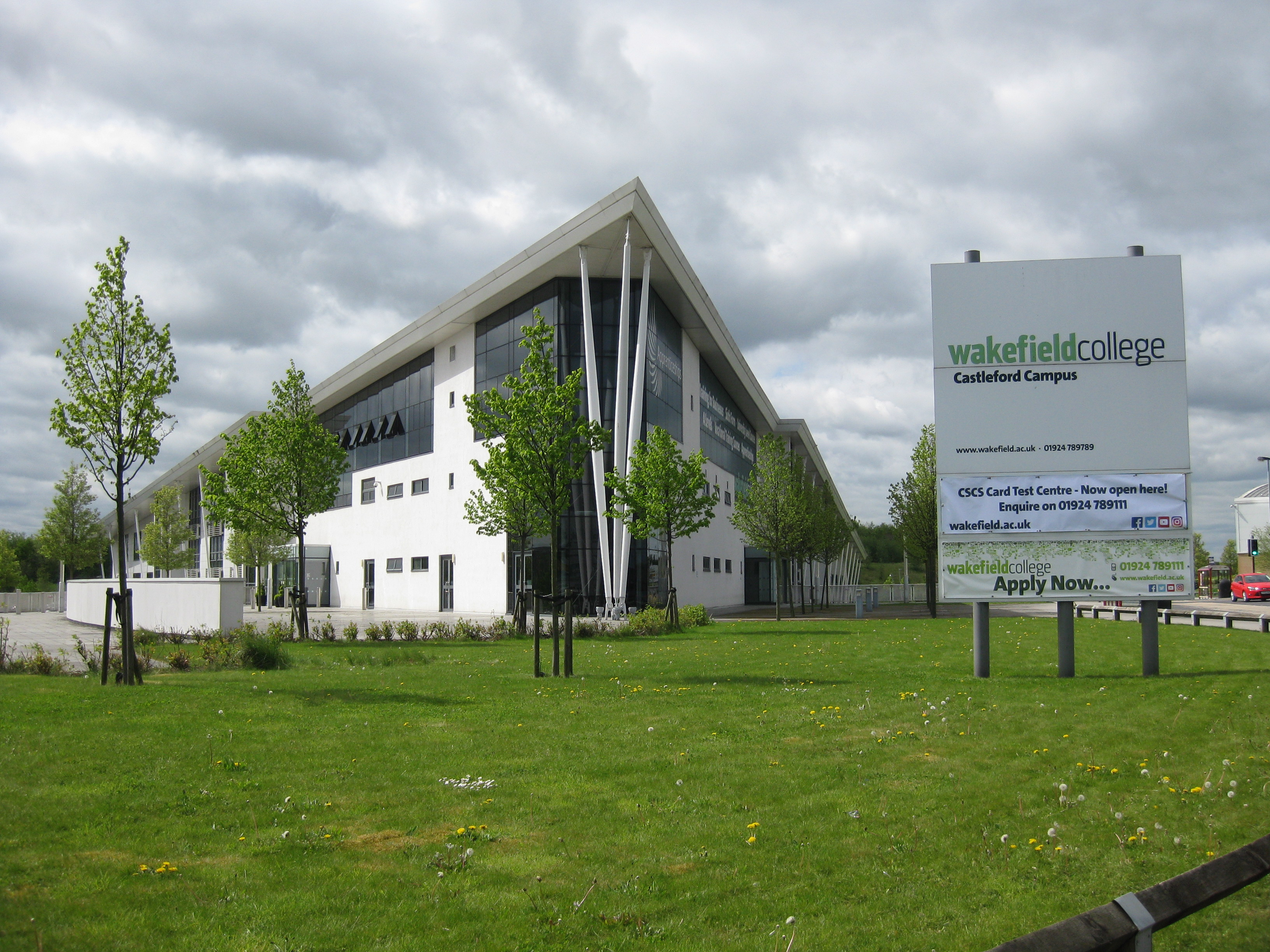
ウェイクフィールド・カレッジ、カッスルフォード・キャンパス

乳幼児と子供のための主な学校は、Wheldon Infant School、Castleford Park Junior、mawthorne Henry Moore、Townville Infant School、Airedale Juniors、Oyster Park Primary、Fairburn View Primary、Three Lane Ends Academy、Acton Pastures、Half Acresである。11歳から16歳の子供のための中等学校はCastleford Academy、Airedale Academyである。タウンではグラスホートンにあるウェイクフィールド・カレッジのカッスルフォード・キャンパスで継続および高等教育カレッジを受けることができる。

## スポーツ

### ラグビーリーグ

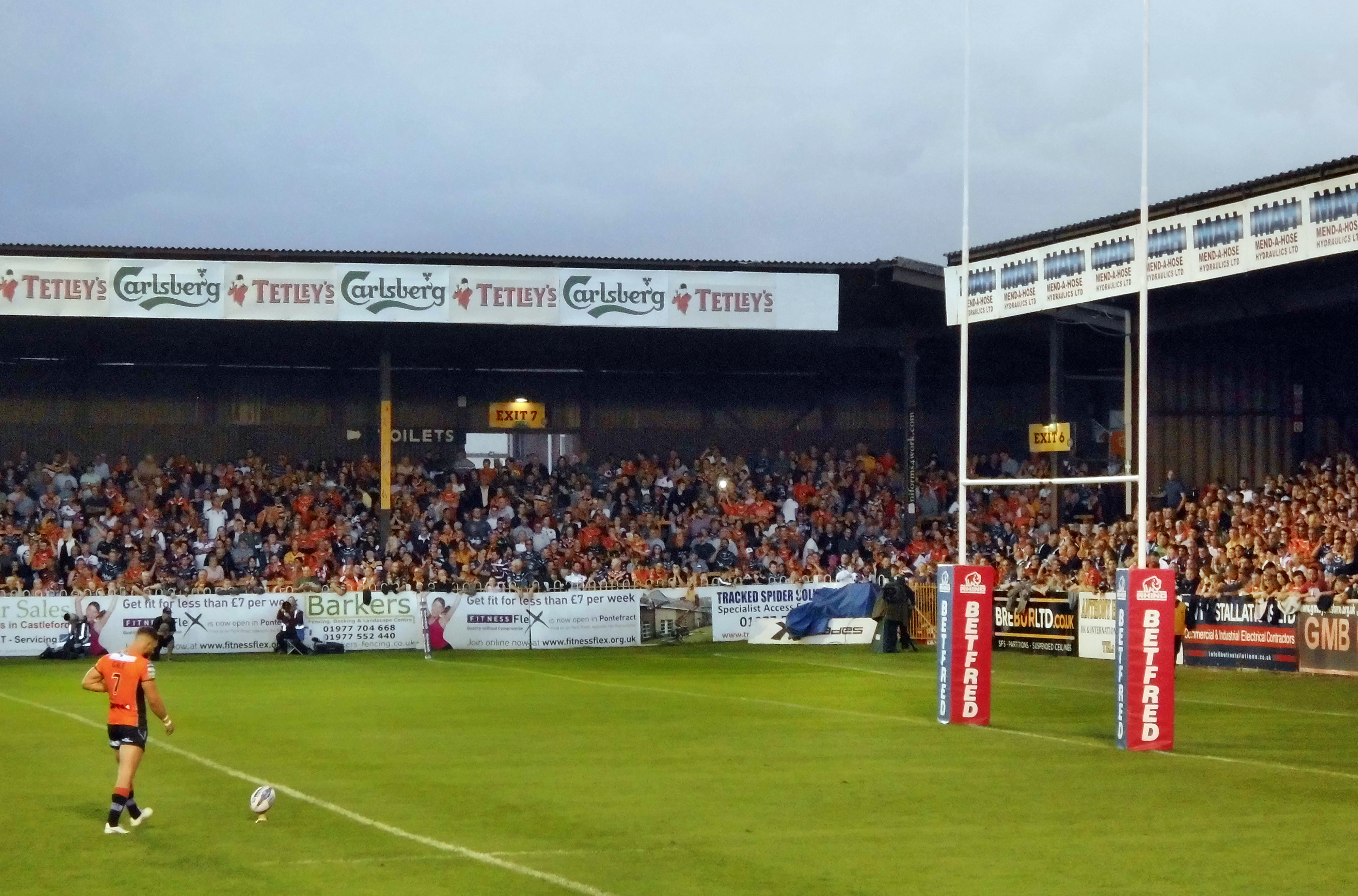
ウェルドン・ロード

カッスルフォードはラグビーリーグの町である。地元のチームであるカッスルフォード・タイガーズは1926年に設立され、1996年に導入された新たなスーパーリーグの12の創設クラブの1つである。「タイガーズ」という愛称とロゴは1922年に導入された。クラブはこれまでチャレンジカップで4回優勝し、スーパーリーグのリーグ・リーダーズ・シールド（レギュラーシーズン首位）を1度手にしている。クラブは1927年以来ウェルドン・ロードを拠点としてきた。カッスルフォードには下位リーグに参加しているその他の2つのラグビーリーグチーム、カッスルフォード・ロックレーン（5部）とカッスルフォード・パンサーズ（Panthers）もある。
タウンのラグビーリーグはカッスルフォードRFCによって元々代表されていた。このクラブはカッスルフォードRUFC（イングランドラグビーの分裂に参加せず、現存する）とは関係がなく、1926年に設立された現在のカッスルフォード・タイガーズの前身でもない。カッスルフォードRFCは1896–97から1905–06シーズンまで北部ユニオン（ラグビーフットボールリーグ）でプレーした。

### オートバイ
1970年6月から1980年7月まで、カッスルフォードはカッスルフォード・ホウィットウッド・スタジアムを拠点とする自身のスピードウェイレーシングチーム、The Kingsを有した。サーキットは202ヤードで、チームはリーグに参入することはなかった。

### サッカー
グラスホートン・ウェルフェアがノーザン・カウンティーズ・イースト・フットボールリーグ（のディビジョン1、イングランド10部）でプレーしており、Fryston Colliery Welfareは1991年にグラウンドの格付け問題によって離れるまでこのリーグの一員だった。1920年代、カッスルフォード・タウンがドンカスター・ローヴァーズ、チェスターフィールド、スカンソープ・ユナイテッド、ハリファクス・タウン、リーズ・ユナイテッド（1919–20シーズンのみ）、リンカーン・シティ、マンスフィールド・タウンと共にミッドランドリーグでプレーした。このリーグでは、シェフィールド・ウェンズデイ、バーンズリー、ノッティンガム・フォレスト、グリムズビー・タウン、ハル・シティのリザーブチームもプレーしていた。1920年、カッスルフォードはFAカップの2回戦に進出し、ブラッドフォード・パーク・アベニューに2対3で敗れた。カッスルフォードはウェルドン・ロードでプレーしていた。クラブが閉鎖された時、グラウンドはラグビーリーグチームに引き継がれた。

### グレイハウンドレーシング
カッスルフォードには2つのグレイハウンドレース場があったが、どちらの現存していない。1つ目はホウィットウッドにあり、1939年から2011年までレースが開催されていた。2つ目はリバー川の北岸、ロックレーンの東に位置していたカッスルフォード・スポーツ・スタジアムで、収容人数が1500人とわずかに大きかった。

### ラグビーユニオン
- Castleford Rugby Union Football Club

## 著名な人物
- ヘンリー・ムーア - カッスルフォードで生まれ教育を受けた彫刻家[26]
- ヴィヴ・ニコルソン（英語版） - カッスルフォード生まれ。1960年代初頭に夫がサッカー賭博に勝って大金（15万2千ポンド、2015年の価値で350万ポンド）を手にしたことで有名になった[27]。
- ピーター・ロビンスン - 推理作家
- リチャード・ストーカー（英語版） - カッスルフォード生まれの作曲家、俳優